# Victor Campenaerts
Victor Campenaerts (Wilrijk, Amberes, 28 de octubre de 1991) es un ciclista profesional belga que corre para el equipo Team Visma | Lease a Bike.

## Palmarés

### Ruta
2013
- Campeonato Europeo Contrarreloj sub-23

2015
- Dúo Normando (junto a Jelle Wallays)

2016
- Campeonato de Bélgica Contrarreloj
- 2.º en el Campeonato Europeo Contrarreloj

2017
- 1 etapa de la Vuelta a Andalucía
- 2.º en el Campeonato de Bélgica Contrarreloj
- Campeonato Europeo Contrarreloj  [1]

2018
- Campeonato de Bélgica Contrarreloj
- Campeonato Europeo Contrarreloj
- 3.º en el Campeonato Mundial Contrarreloj

2019
- 1 etapa de la Tirreno-Adriático
- 1 etapa de la Vuelta a Bélgica

2020
- 2.º en el Campeonato de Bélgica Contrarreloj
- 3.º en el Campeonato Europeo Contrarreloj

2021
- 1 etapa del Giro de Italia
- 3.º en el Campeonato de Bélgica Contrarreloj

2022
- 3.º en el Campeonato de Bélgica Contrarreloj
- Tour de Lovaina-Memorial Jef Scherens

2023
- Premio de la combatividad del Tour de Francia [2]
- Druivenkoers Overijse
- 1 etapa del Tour de Luxemburgo

2024
- 1 etapa del Tour de Francia

### Pista
2014
- 3.º en el Campeonato de Bélgica de puntuación

2015
- 2.º en el Campeonato de Bélgica de puntuación

2016
- Campeonato de Bélgica de puntuación

2019
- Récord de la hora

## Resultados en Grandes Vueltas y Campeonatos del Mundo
| Carrera              | Carrera              | 2014 | 2015 | 2016  | 2017 | 2018  | 2019  | 2020 | 2021 | 2022 | 2023 | 2024  | 2025 |
| -------------------- | -------------------- | ---- | ---- | ----- | ---- | ----- | ----- | ---- | ---- | ---- | ---- | ----- | ---- |
|                      | Giro de Italia       | —    | —    | —     | Ab.  | Ab.   | 111.º | 95.º | Ab.  | —    | —    | —     | —    |
|                      | Tour de Francia      | —    | —    | —     | —    | —     | —     | —    | Ab.  | —    | 64.º | 81.º  | 28.º |
|                      | Vuelta a España      | —    | —    | 143.º | —    | 102.º | —     | —    | —    | —    | —    | 111.º | —    |
| Mundial en Ruta      | Mundial en Ruta      | —    | —    | —     | —    | —     | —     | —    | 20.º | —    | Ab.  | Ab.   | —    |
| Mundial Contrarreloj | Mundial Contrarreloj | —    | —    | 26.º  | 16.º | 3.º   | 11.º  | 8.º  | —    | —    | —    | 9.º   | —    |

—: no participa

Ab.: abandono

## Equipos
- Topsport Vlaanderen-Baloise (2014-2015)
- Team Lotto NL-Jumbo (2016-2017)
- Lotto Soudal (2018-2019)
- NTT/Qhubeka[3] (2020-2021)
  - NTT Pro Cycling (2020)
  - Team Qhubeka ASSOS (01.2021-06.2021)
  - Team Qhubeka NextHash (06.2021-12.2021)
- Lotto (2022-2024)
  - Lotto Soudal (2022)
  - Lotto Dstny (2023-2024)
- Team Visma | Lease a Bike (2025-)